# Гудавац
Гудавац је насељено мјесто у Босни и Херцеговини, у општини Босанска Крупа, које административно припада Федерацији Босне и Херцеговине. Према попису становништва из 1991. у насељу је живјело 272 становника.

## Становништво
| Гудавац            |              |              |            |
| година пописа      | 1991.        | 1981.        | 1971.      |
| Срби               | 268 (98,53%) | 338 (96,57%) | 429 (100%) |
| Југословени        | 0            | 9 (2,57%)    | 0          |
| остали и непознато | 4 (1,47%)    | 3 (0,86%)    |            |
| укупно             | 272          | 350          | 429        |

| Демографија | Демографија | Демографија |
| Година      | Становника  | Становника  |
| ----------- | ----------- | ----------- |
| 1961.       | 415         |             |
| 1971.       | 429         |             |
| 1981.       | 350         |             |
| 1991.       | 272         |             |